# Billy Hood
William „Billy“ Hood (* 1. Quartal 1873 in Ashton-under-Lyne; † unbekannt) war ein englischer Fußballspieler.

## Karriere
Hood kam während der Saison 1891/92 zu Newton Heath, die zum damaligen Zeitpunkt noch in der Football Alliance spielten. Bei seinem ersten Einsatz, einem 10:1-Sieg gegen Lincoln City, war Hood als zweifacher Torschütze erfolgreich und beendete die Saison mit Newton Heath auf dem zweiten Tabellenplatz hinter Nottingham Forest. Zur Saison 1892/93 wurde der Klub in die Football League First Division aufgenommen. Obwohl im Saisonverlauf erneut ein 10:1-Erfolg gelang (gegen die Wolverhampton Wanderers), beendete man die Saison abgeschlagen auf dem letzten Tabellenplatz und musste sich in einem sogenannten Test Match gegen den Birminghamer Verein Small Heath um den Ligaverbleib messen. Nach einem 1:1 im ersten Aufeinandertreffen, an dem Hood nicht mitgewirkt hatte, blieb man durch einen 5:2-Erfolg im Wiederholungsspiel – Hood stand hierbei als Außenläufer auf dem Platz – in der First Division. Beim Gewinn des Manchester Senior Cups 1893 gehörte er hingegen nicht zum Aufgebot.
Auch in der folgenden Spielzeit belegte Newton Heath den letzten Tabellenplatz und musste erneut in ein Ausscheidungsspiel um den Klassenerhalt kämpfen. Gegen den FC Liverpool – Hood bildete mit John Peden die linke Angriffsseite – unterlag man mit 0:2 und stieg in die Second Division ab. In der Saisonpause verließ Hood den Klub, für den er nicht nur auf jeder Angriffsposition außer der des Mittelstürmers zum Einsatz kam, sondern auch als Außenläufer und gar Verteidiger aktiv war. Im Anschluss spielte er für die Stalybridge Rovers in der Liga The Combination.